# Humphrey Trevelyan
Humphrey Trevelyan (27 novembre 1905 - 9 février 1985) est un diplomate et auteur britannique.

## Biographie
Trevelyan est un fils du révérend George Trevelyan, arrière-petit-fils du vénérable George Trevelyan, archidiacre de Taunton, troisième fils de sir John Trevelyan, 4e baronnet. Il fait ses études au Lancing et au Jesus College de Cambridge. Après Cambridge, Trevelyan rejoint la fonction publique indienne, et sert en Inde jusqu'à l'indépendance en 1947, puis est transféré au service diplomatique. Il occupe de nombreux postes diplomatiques clés, notamment à Pékin après la Révolution, ambassadeur en Égypte à l'époque de Suez, un développement avec lequel il était clairement mal à l'aise, ambassadeur en Irak au moment de la crise du Koweït de 1961, la première tentative d'annexion par l'Irak du Koweït et ambassadeur en Union soviétique. Il termine quarante ans de service public en tant que dernier haut-commissaire d'Aden, où il supervise le retrait britannique de ce qui a été le protectorat d'Aden et est devenu le Yémen du Sud.
Trevelyan écrit un certain nombre de livres sur sa carrière, notamment The India We Left et The Middle East in Revolution.
Le 12 février 1968, il est élevé à la Chambre des lords comme pair à vie avec le titre de baron Trevelyan, de Saint Veep dans le comté de Cornouailles.